# 非拟海鳞虫
非拟海鳞虫（学名：Nonparahalosydna pleiolepis）为多鳞虫科非拟海鳞虫属的动物。在中国大陆，分布于黄海北部、东海、南海等海域。